# Поляков, Анисим Александрович
Анисим Александрович Поляков (28 февраля 1904, Новая, Тюменская губерния, Российская империя — 20 мая 1990, Москва, СССР) — советский учёный-ветеринар.

## Биография
Родился 15 (28) февраля 1904 года в д. Новой (ныне Юргинского района Тюменской области).
Окончил Тобольский ветеринарный техникум (1923) и Сибирский ветеринарный институт (1928). Работал ветеринарным врачом Среднеколымского округа (1929—1931), начальником Ветеринарного отдела Наркомзема Якутской АССР (1931—1932).
После службы в РККА (1933) переехал в Москву. Директор Научно-практической лаборатории Наркомзема СССР (1934—1938), аспирант, докторант Всесоюзного института экспериментальной ветеринарии (1939—1941), научный сотрудник ветеринарно-санитарной лаборатории Наркомзема СССР (1942—1945), директор ветеринарно-санитарной лаборатории Мосгорисполкома (1945—1950).
В 1951—1967 директор ВНИИ ветеринарной санитарии (ВНИИВС). Одновременно с 1945 по 1955 год преподавал в Московской ветеринарной академии.
В 1962 году организовал и возглавил кафедру ветеринарной санитарии в Московском технологическом институте мясной и молочной промышленности и работал вплоть до 1968 года. С 1967 по 1973 год заведовал лабораторией дезинфекции ВНИИ ветеринарной санитарии. В 1973 году находясь в Москве, основал ВНИИ ветеринарной энтомологии арахнологии ВАСХНИЛ в Тюмени.
Скончался 20 мая 1990 года в Москве. Похоронен на Кунцевском кладбище.

## Научные работы
Основные научные работы посвящены вопросам ветеринарной санитарии. Автор свыше 380 научных работ, фундаментальных монографий, руководств и учебников, которые получили признание не только в СССР, ну а также во многих странах мира. Имеет очень много авторских патентов на изобретения, которые широко использовались в хозяйстве СССР. Является основоположником ветеринарной санитарии и основателем одной из крупнейших школ этого профиля.
- Провёл исследования по применению химических и биологических препаратов в животноводстве.

## Избранные сочинения
- Обеззараживание помещений для животных. — М.: Сельхозгиз, 1952. — 119 с.
- Основы ветеринарной санитарии. — М.: Колос, 1969. — 495 с.
- Ветеринарная дезинфекция. — 4-е изд., перераб. и доп. — М.: Колос, 1975. — 560 с.
- Ветеринарная санитария: Учеб. пособие для студентов вет. ин-тов и фак. — М.: Колос, 1979. — 231 с. — (Учеб. и учеб. пособия для высш. с.-х. учеб. заведений).
- «По непроторённым тропам».— М.: Молодая гвардия, 1983.— 144 с.

## Членство в обществах
- Академик ВАСХНИЛ (1966-90).
- Почётный доктор Венгерского университета ветеринарных наук.

## Награды, звания и премии
- орден Ленина (1966)
- орден Октябрьской Революции (12.03.1974)
- орден Трудового Красного Знамени (1945)
- орден Дружбы народов (27.02.1984)
- Заслуженный деятель науки РСФСР (15.08.1964)
- Государственная премия СССР (1982) — за разработку и внедрение аэрозольных форм химических и биологических прпаратов для профилактики и борьбы с инфекционными болезнями животных
- Медаль АМН СССР
- Медаль АН СССР
- Юбилейная медаль имени академика С. И. Вышелесского
- Юбилейная медаль имени академика К. И. Скрябина (1983)
- Медали ВСХВ и ВДНХ